# 传递闭包
数学中，集合X上的二元关系 R 的传递闭包是包含R的X上的最小的遞移關係。
例如，如果 X 是由人组成的集合（不论人活着与否）而R是关系“为父子”，则 R 的传递闭包是关系“x 是 y 的祖先”。再比如，如果 X 是空港的集合而关系 xRy 为“从空港 x 到空港 y 有直航”，则 R 的传递闭包是“可能经一次或多次航行从 x 飞到 y”。

## 存在性和描述
对于任何关系 R，R 的传递闭包总是存在的。传递关系的任何家族的交集也是传递的。进一步地，至少存在一个包含 R 的传递关系，也就是平凡的: X × X。R 传递闭包给出自包含 R 的所有传递关系的交集。
我们可以用更具体术语来描述 R 的传递闭包如下。定义在 X 上的一个关系 T，称 xTy 当且仅当存在有限的元素(xi)序列，使得 x = x0 并且
x0Rx1, x1Rx2, …, xn−1Rxn 和 xnRy
形式上写为
{\displaystyle T=\bigcup _{i\in \omega }R^{i}}
容易检查出关系 T 是传递的并且包含 R。进一步地，任何包含 R 的传递关系也包含 T，所以 T 是 R 的传递闭包。

## 证实T是包含R的最小传递关系
设 A 是任何元素的集合。
假定: {\displaystyle \exists }GA 传递关系 RA{\displaystyle \subseteq }GA {\displaystyle \wedge } TA{\displaystyle \not \subseteq }GA。所以 {\displaystyle \exists }(a,b){\displaystyle \not \in }GA{\displaystyle \wedge }(a,b){\displaystyle \in }TA. 所以，特定的 (a,b){\displaystyle \not \in }RA。
现在通过 T 的定义，我们知道了 {\displaystyle \exists }n{\displaystyle \in \mathbb {N} } (a,b){\displaystyle \in }RnA。接着，{\displaystyle \forall }i{\displaystyle \in \mathbb {N} }, i{\displaystyle <}n {\displaystyle \Rightarrow } ei{\displaystyle \in }A。所以，有从 a 到 b 路径如下: aRAe1RA...RAe(n-1)RAb。
但是，通过 GA 在 RA 上的传递性，{\displaystyle \forall }i{\displaystyle \in \mathbb {N} }, i{\displaystyle <}n {\displaystyle \Rightarrow } (a,ei){\displaystyle \in }GA，所以，(a,e(n-1)){\displaystyle \in }GA {\displaystyle \wedge } (e(n-1),b){\displaystyle \in }GA，所以通过 GA 的传递性，我们得到了 (a,b){\displaystyle \in }GA。矛盾于 (a,b){\displaystyle \not \in }GA。
因此，{\displaystyle \forall }(a,b){\displaystyle \in }A{\displaystyle \times }A, (a,b){\displaystyle \in }TA {\displaystyle \Rightarrow } (a,b){\displaystyle \in }GA。这意味着 T{\displaystyle \subseteq }G，对于任何包含 R 的传递的 G。所以，T 是包含 R 的最小传递闭包。

### 推论
如果 R 是传递的，则 R = T。

## 用途
注意两个传递关系的并集不必须是传递的。为了保持传递性，必须采用传递闭包，例如在取两个等价关系或预序的并的时候。为了获得新的等价关系或预序，必须选用传递闭包（自反性和对称性在等价关系的情况下是自动的）。
有向无环图(DAG)的传递闭包是 DAG 的可到达性关系和一个严格偏序。

## 与复杂性的关系
在计算复杂性理论中，复杂度类 NL 严格对应于可使用一阶逻辑和传递闭包表达的逻辑句子的集合。这是因为传递闭包性质有密切关系于 NL-完全问题 STCON，找到在一个图中的有向路径。类似的，类 L 是一阶逻辑带有交换传递闭包。在向二阶逻辑增加了传递闭包的时候，我们得到 PSPACE。

## 有关概念
- 关系 R 的传递简约是有 R 作为它的传递闭包的最小关系。一般来说它不唯一。

## 算法
计算图的传递闭包的有效算法可见于 here （页面存档备份，存于）。最简单的技术是Floyd-Warshall算法。

## 引用
- Lidl, R. and Pilz, G., 1998, Applied abstract algebra, 2nd edition, Undergraduate Texts in Mathematics,  Springer, ISBN 0-387-98290-6

## 外部連結
- "Transitive closure and reduction （页面存档备份，存于）", The Stony Brook Algorithm Repository, Steven Skiena  .